# Bandera sorda
La bandera sorda, también llamada bandera de las personas sordas, o bandera de la comunidad sorda, es una bandera que simboliza a la comunidad sorda (especialmente a la comunidad sorda signante), usada como forma de visibilización de una minoría sociocultural que suele ser discriminada en varios ámbitos.
La bandera fue diseñada por el artista sordociego francés Arnaud Balard. Representa una gran mano abierta de color turquesa sobre otra mano de color amarillo (de la que sólo se ve el perfil alrededor de la mano de color turquesa). Las puntas de los dedos quedan fuera de la bandera, de forma que los dedos se "extienden" sin límite. El color del fondo es azul marino.

## Simbolismo
Se incluyen diferentes símbolos en la bandera (basado en lo indicado por su creador):
- Las manos representan a la comunidad sorda signante y a la lengua de signos.
- Los dedos sin límites aluden a la proyección del uso de la lengua de signos en el mundo, siendo más de 200 lenguas de signos existentes. Los dedos también simbolizan la conexión con los 5 continentes (por orden de arriba hacia abajo): Europa, América, Asia, Oceanía y África.
- El color turquesa es el color mundial de la lengua de signos, de la cultura sorda, y de la comunidad sorda signante (sordos, sordociegos, hijos oyentes de padres sordos, intérpretes de lengua de signos, familiares).
- El color amarillo simboliza la luz, la vida, la mente despierta, la convivencia.
- El color azul marino (azul oscuro) simboliza el planeta Tierra, la humanidad, y es el color adoptado para representar la sordera (representada por un lazo azul[3]). De esta forma se incluiría a los sordos y sordociegos no signantes (oralistas).

El diseño pretende que la bandera sea un símbolo de apertura, inclusión y unión, y no de reclusión o segregación.

## Historia
Desde los primeros años del siglo XX, la Federación Mundial de Sordos empieza un proceso para definir la bandera sorda.

### La propuesta sueca
En 2009, durante el congreso de la Confederación Sueca de Sordos en Leksand, se le encomendó a la Asociación Nacional de Sordos de Suecia (Sveriges Dövas Riksförbund, SDR) presentar una bandera en el XVI Congreso Mundial de la Federación Mundial de Sordos, celebrada del 18 al 24 de julio de 2011 en Durban (Sudáfrica).
Durante la XVIII Asamblea General de la Federación Mundial de Sordos, celebrada los días 16 y 17 de julio de 2011 en Durban (Sudáfrica), la Asociación Nacional de Sordos de Suecia hace una moción para reconocer una bandera que representase a la comunidad sorda. Suecia propone una bandera abstracta compuesta por diferentes franjas verticales, de diferentes anchuras, de color turquesa y diferentes tonos de azul, y una franja blanca. Esta bandera representa los 5 continentes (por las 5 tonalidades de la bandera), así como el cielo y el agua (simbolizados por el azul), y los sordos (por el turquesa). La Asociación Nacional de Sordos de Suecia propone que los ingresos generados gracias a la bandera se destinen a la Federación Mundial de Sordos.
La idea de tener una bandera sorda es mayoritariamente aceptada por los miembros ordinarios (que consiste en una organización de sordos nacional), pero la Federación Mundial de Sordos pospone a la siguiente reunión de la junta, en noviembre del 2011 en Noruega, la discusión sobre el diseño de la bandera y su postura sobre apoyar el uso de la bandera propuesta por Suecia. Finalmente no se posiciona. 
Hay numerosas opiniones en contra del diseño de la bandera sueca, surgen diversas polémicas y parodias, reflejadas en redes sociales, comparándola con un pijama, una cortina de ducha, o un código de barras.
La Federación Mundial de Sordos decide posponer la cuestión a la II Conferencia Internacional de la Federación Mundial de Sordos celebrada del 16 al 20 de octubre de 2013 en Sydney (Australia). En la correspondiente votación, no se llegó a la mayoría absoluta, de forma que la propuesta fue rechazada, con los siguientes resultados:
- Sí: 21 votos.
- No: 11 votos.

### La propuesta francesa
En marzo de 2013, el artista sordociego (con Síndrome de Usher) francés Arnaud Balard diseña una bandera que simboliza la lengua de signos, a la que llama "Deaf and Sign Union Flag" ("bandera de la unión de sordos y de signos") o, en su versión más corta, "Deaf Union Flag" o bien "Sign Union Flag" (preferido por gran parte de la comunidad sorda por contener el término "signo", que identifica a la comunidad sorda, y por ser inclusivo de todos los usuarios de lengua de signos; en vez del término "sordo" que a menudo es entendido y usado como "enfermedad"). Antes de diseñar la bandera, pasó dos años estudiando las diferentes banderas existentes, y aprendiendo vexilología.

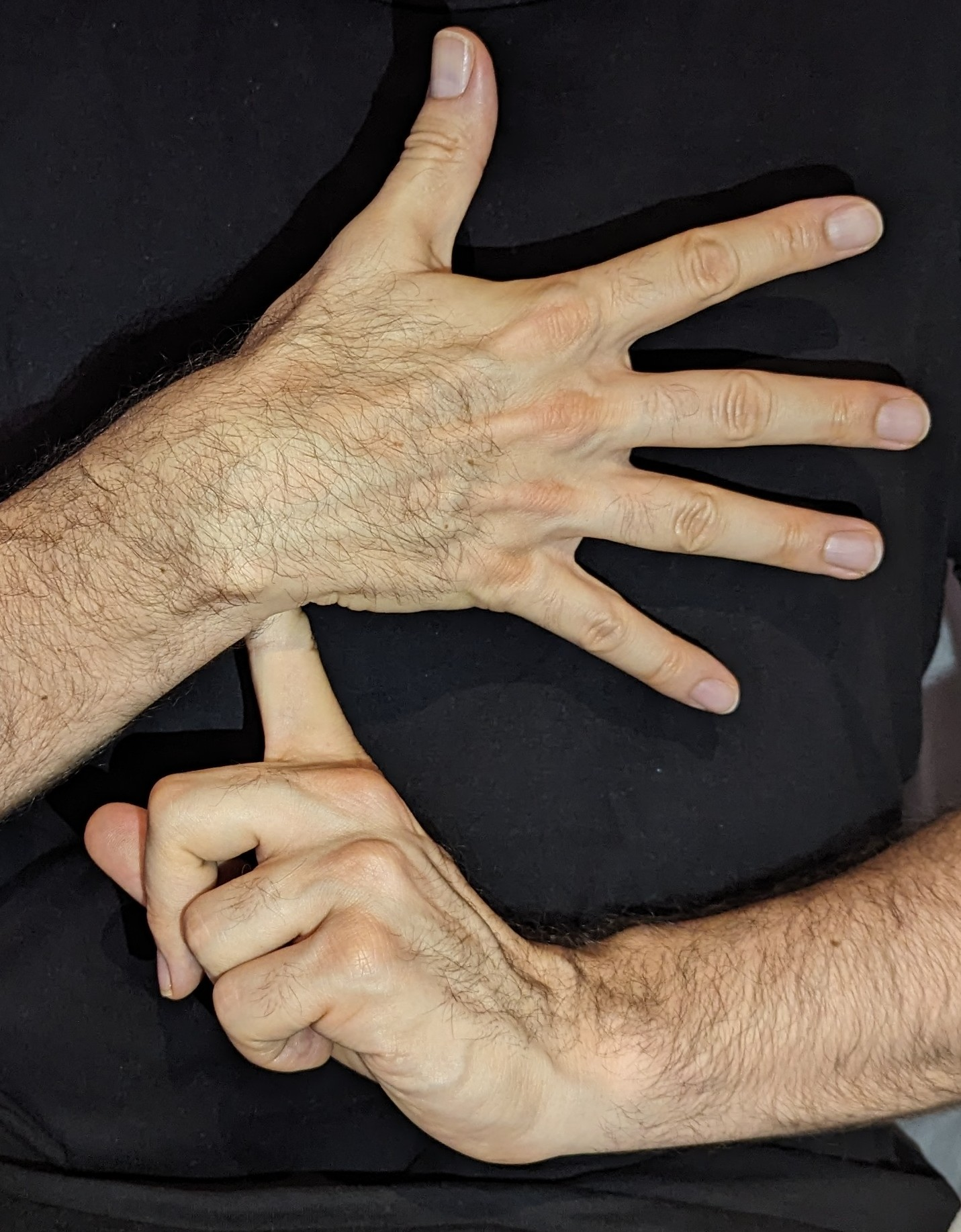
Signo de la bandera sorda.

El signo que le da el propio diseñador de la bandera, se configura de la siguiente forma:
- mano dominante extendida, con los dedos separados, y la palma hacia la persona que signa.
- mano no dominante únicamente con el dedo índice extendido, cuya punta se apoya sobre la parte interna de la muñeca de la mano dominante.

Arnaud Balard registró y protegió su diseño en el INPI (Institut National de la Propriété Intellectuelle, "Instituto Nacional de la Propiedad Intelectual", en Francia) antes de mostrar su bandera públicamente. Posteriormente, protegió su creación de forma internacional en la WIPO (World Intellectual Property Organization, "Organización de la Propiedad Intelectual Mundial").
El 19 de abril de 2013, se mostró por primera vez la "Sign Union Flag" durante el primer desfile del Orgullo Sordo y de la ASL (American Sign Language, "lengua de signos americana"), en Washington D. C., usada por "Audism Free America".
El 25 de mayo de 2014, la Federación Nacional de Sordos de Francia (Fédération nationale des sourds de France, FNSF), uno de los miembros ordinarios de la Federación Mundial de Sordos, reconoce y aprueba la bandera diseñada por Arnaud Balard.
Durante la XIX Asamblea General de la Federación Mundial de Sordos en Estambul (Turquía), celebrada el 26 y 27 de julio de 2015, la Federación Nacional de Sordos de Francia presenta la bandera diseñada por Arnaud Balard para proponer su reconocimiento como bandera sorda de uso internacional. Tras la votación correspondiente, se rechaza la propuesta, con los siguientes resultados:
- Sí: 32 votos.
- No: 20 votos.
- Abstención: 12.

Al no alcanzarse la mayoría absoluta a favor (33 votos), necesaria para aprobar la propuesta, esta queda rechazada.
Una de las razones para la falta de apoyo a la propuesta francesa fue que la Federación Mundial de Sordos no tendría los derechos exclusivos de la bandera.
Esta bandera fue reconocida por la comunidad sorda, y se expuso en varios edificios oficiales franceses (como en 2016 delante del ayuntamiento de Montpellier, en 2019 sobre la fachada del ayuntamiento de Poitiers, en el Espace Tuilerie de Montchanin, o en la explanada ante el ayuntamiento de Massy), y fue difundida en varios países, como EE. UU., Italia, Marruecos, Escocia o Colombia.

### Aprobación por la Federación Mundial de Sordos
En la Asamblea General de 2015, tras la votación (donde los votos a favor no superaron la mayoría absoluta) la Federación Mundial de Sordos establece un "Comité de la Bandera Sorda" compuesto por cinco miembros ordinarios: Francia, Irán, Nepal, Federación Rusa y Suecia. El objetivo es seleccionar uno o más propuestas de diseño para la bandera sorda, para ser presentadas y votadas por los miembros ordinarios de la Federación Mundial de Sordos en la XX Asamblea General de 2019 en París (Francia). 
En enero de 2018, dicho comité, con el apoyo de la junta de la Federación Mundial de Sordos, hace una convocatoria para que diseñadores gráficos se unan al comité de evaluación de diseños para la bandera sorda (los candidatos deben estar nominados por un miembro ordinario).
En diciembre de 2018, la Federación Mundial de Sordos abre convocatoria para que se presenten propuestas de diseño para una bandera sorda. El plazo de presentación de diseños se establece hasta el 28 de febrero de 2019.
Además de la "Sign Union Flag", se envían varias propuestas de diseños de banderas para ser votadas en julio de 2019. 
En la XX Asamblea General, celebrada en París (Francia) en julio de 2019, los representantes de los miembros ordinarios de la Federación Mundial de Sordos debaten la moción de Francia sobre una bandera sorda, pero la propuesta de una bandera sorda es rechazada, con los siguientes resultados de la votación:
- Sí: 31 votos.
- No: 47 votos.

Al haberse rechazado la aprobación de una bandera sorda, ya no se pasa a votar una bandera concreta.
A pesar de haberse planteado el tema de la bandera sorda en las Asambleas Generales de 2011, 2015 y 2019, sin haberse adoptado ninguno de los diseños propuestos, la junta de la Federación Mundial de Sordos decide reabrir el proceso: en noviembre de 2022, la Federación Mundial de Sordos abre convocatoria para que se presenten propuestas de diseño para una bandera sorda, para su presentación y votación en la XXI Asamblea General en la Isla de Jeju (Corea del Sur). La participación solo se permite a través de las organizaciones nacionales de personas sordas que sean miembros de la Federación Mundial de Sordos, y el plazo de presentación de diseños se establece hasta el 6 de enero de 2023.
El 9 de julio de 2023, durante la XXI Asamblea General de la Federación Mundial de Sordos, celebrada los días 9 y 10 de julio de 2023 en la Isla de Jeju (Corea del Sur), se pone a votación la "aprobación de la idea de tener una Bandera Sorda", con los siguientes resultados:
- Sí: 54 votos.
- No: 12 votos.

La votación resulta con un 81,82% favorable a tener una Bandera Sorda.

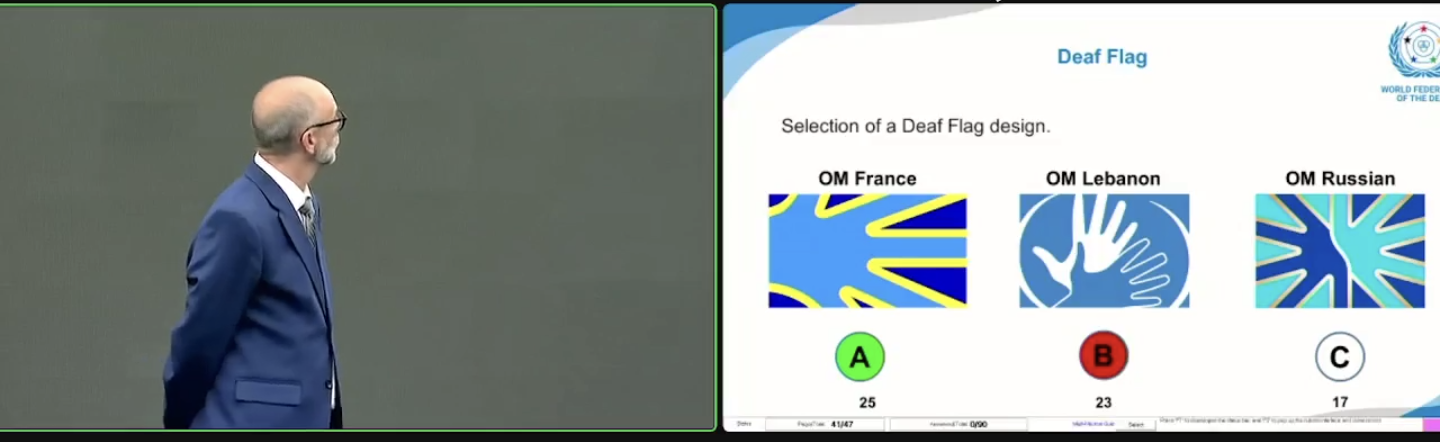
Votación de la bandera sorda por parte de los miembros ordinarios de la Federación Mundial de Sordos durante la XXI Asamblea General, el.

Se pasa entonces a presentar, discutir y votar las propuestas de bandera recibidas por 3 miembros ordinarios de la Federación Mundial de Sordos: Líbano, Rusia y Francia.
La propuesta de la Federación Libanesa de los Sordos (الاتحاد اللبناني للصم‎, LFD) consiste en dos manos, una azul sobre una blanca (represetan diferentes culturas, y simbolizan la lengua de signos y la comunidad sorda signante), dos formas de paréntesis de color blanco, una a cada lado (simbolizan un círculo alrededor de la comunidad sorda, que está interconectada y es un mundo pequeño), y fondo azul.
La propuesta de la Sociedad Rusa de Sordos (Всероссийское общество глухих, ВОГ) consiste en dos palmas abiertas desde el centro, una de color turquesa y la otra de color azul (simboliza la lengua de signos), ambas rodeadas con un perfil de color dorado. El fondo de la mano azul es turquesa y el de la mano turquesa es azul. 
La votación para la "selección del diseño de una Bandera Sorda" tiene los siguientes resultados:
- Francia: 25 votos.
- Líbano: 23 votos.
- Rusia: 17 votos.

Se procede con una segunda votación, con los siguientes resultados: 
- Francia: 36 votos.
- Líbano: 31 votos.

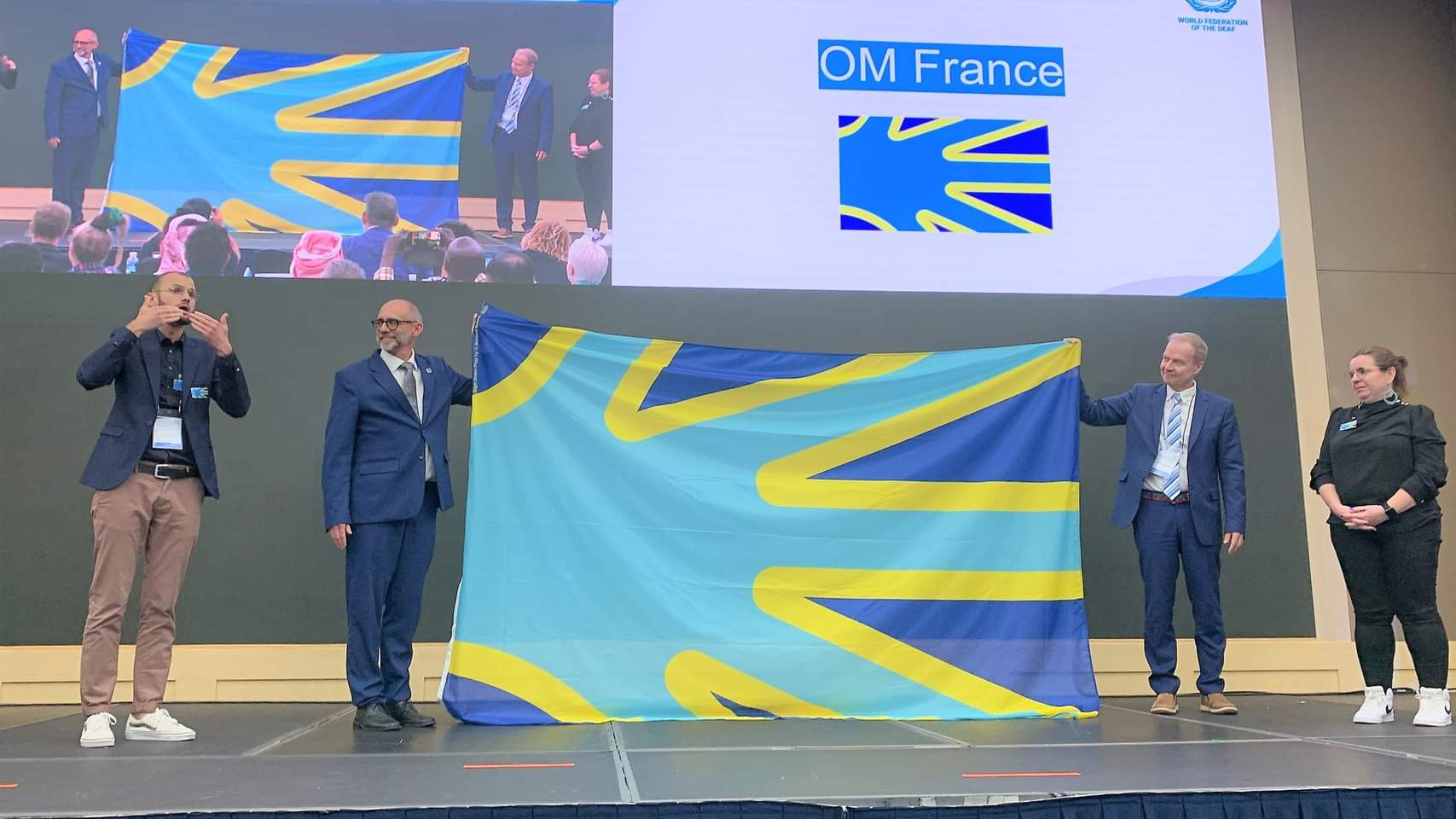
Bandera sorda aprobada por la Federación Mundial de Sordos, el durante la XXI Asamblea General.

Finalmente queda aprobada la propuesta francesa como la nueva Bandera Sorda, y se entra en un debate sobre qué nombre se le debe dar a la bandera: "Deaf flag" ("bandera sorda" o "bandera de los sordos"), o "Sign Union flag" ("bandera de la unión de signos"). Se elige el nombre "Deaf flag", ya que la otra opción tenía poco apoyo.
Antes de la votación para elegir bandera, hubo polémica por el parecido del diseño de la bandera rusa con el de la bandera francesa. 
También Nepal hizo una propuesta de bandera, pero no fue aceptada por no cumplir los plazos de presentación.